# Like Gods of the Sun
Like Gods Of The Sun est le quatrième album studio du groupe de doom metal/metal gothique britannique My Dying Bride, sorti le 7 octobre 1996.

## Liste des titres
1. Like Gods Of The Sun - 5:40
2. The Dark Caress - 6:00
3. Grace Unhearing - 7:18
4. A Kiss To Remember - 7:30
5. All Swept Away - 4:17
6. For You - 6:37
7. It Will Come - 4:28
8. Here In The Throat - 6:20
9. For My Fallen Angel - 5:55